# Cistus nigricans
Cistus nigricans är en solvändeväxtart. Cistus nigricans ingår i släktet Cistus och familjen solvändeväxter.

## Underarter
Arten delas in i följande underarter:
- C. n. grosii
- C. n. nigricans
- C. n. longifolius